# Anisoceraea occidentalis
Anisoceraea occidentalis là một loài bọ cánh cứng trong họ Cerambycidae.